# Saint-Génis-des-Fontaines
Saint-Génis-des-Fontaines (katalanisch Sant Genís de Fontanes) ist eine französische Gemeinde mit 2985 Einwohnern (Stand 1. Januar 2022) im Département Pyrénées-Orientales in der Region Okzitanien; sie gehört zum Arrondissement Céret und zum Kanton Vallespir-Albères.

## Bevölkerungsentwicklung
- 1962: 0929
- 1968: 1051
- 1975: 1107
- 1982: 1298
- 1990: 1744
- 1999: 2419
- 2007: 2783
- 2016: 2798

## Sehenswürdigkeiten
- Die Abtei Saint-Génis-des-Fontaines (gegründet um 778, Monument historique 1924/1975); mit ihrer Kirche, ihrem Kreuzgang, seiner Skulptur insbesondere dem Sturzbalken ihres Hauptportals.
- Die Kapelle Sainte-Colombe in der Domaine de Cabanes, 2 Kilometer nördlich von Saint-Génis (Monument historique 1984)